# Jean-François Bergier
Pour les articles homonymes, voir Bergier.
Jean-François Bergier, né à Lausanne, le 5 décembre 1931 et mort le 29 octobre 2009, est un historien suisse.

## Biographie
Après une licence en lettres obtenue à l'Université de Lausanne en 1954, il suit l'École nationale des chartes où il obtient le diplôme d'archiviste paléographe en 1957 grâce à une thèse intitulée Recherches sur les foires et le commerce international à Genève, principalement de 1480 à 1540.
Il est professeur d'histoire économique et d'économie sociale à l'université de Genève de 1963 à 1969, puis à l'École polytechnique fédérale de Zurich. Il est élu membre correspondant de l'Académie des sciences morales et politiques et professeur associé en histoire économique du Moyen Âge à la Sorbonne de 1976 à 1978, avant de présider l'Association internationale d'histoire économique de 1982 à 1986. En plus de nombreux ouvrages sur l'histoire économique du Moyen Âge, il publie plusieurs études sur l'économie liée aux Alpes.
Il préside de 1996 à décembre 2001 la Commission Bergier, formée d'un groupe d'experts indépendants chargés de faire la lumière sur les relations controversées entre la Suisse et le Troisième Reich.

## Publications
- Naissance et croissance de la Suisse industrielle, Berne, Francke, 1974
- Une histoire du sel, Fribourg, Office du Livre, coll. « L'histoire au quotidien », 1982, 250 p. (ISBN 2-13-037821-8)
- Histoire économique de la Suisse, Lausanne, Payot, 1984, 375 p. (ISBN 2-601-00441-X)
- La Suisse en 500 dates, St-Sulpice, SQP Publication, 1991
- Europe et les Suisses : impertinences d'un historien, Carouge, Zoé, 1996, 179 p. (ISBN 2-88182-171-5)
- (de) Die Schweiz in Europa : zeitgemässe Gedanken eines Historikers, Zurich ; Munich, Pendo, 1998 (ISBN 3-85842-333-5)
- « L'archiviste et l'historien : une vie de couple », Revue officielle mensuelle de l'Association des archivistes suisses, Berne, no 1,‎ 2000, p. 5-8.
- « Les surprises d'un médiéviste en histoire contemporaine », Italia et Germania : liber amicorum Arnold Esch, Tübingen, M. Niemeyer,‎ 2001, p. 3-10 (ISBN 3484801573).
- Guillaume Tell, Paris, Fayard, 2001 (1re éd. 1988), 476 p. (ISBN 2-213-02138-4).
- « Pour une histoire des Alpes, Moyen Âge et temps modernes », Le moyen âge, Bruxelles, Ashgate Variorum, vol. 108, no 2,‎ 2002, p. 377 (ISBN 0860786536).
- Commission indépendante d'experts Suisse - Seconde Guerre mondiale, La Suisse, le national-socialisme et la Seconde Guerre mondiale : rapport final, Zurich, Pendo, 2002, 569 p. (ISBN 3-85842-602-4)
- « Du plaisir d'être historien », Ego-histoires : écrire l'histoire en Suisse romande, Neuchâtel, Alphil,‎ 2003, p. 121-151 (ISBN 2940235066).
- Pietro Boschetti, Les Suisses et les nazis : le rapport Bergier pour tous, Carouge, Zoé, 2004, 189 p. (ISBN 2-88182-520-6)Préface de Jean-François Bergier